# Puchar Świata juniorów w łyżwiarstwie szybkim 2011/2012
Puchar Świata juniorów w łyżwiarstwie szybkim 2011/2012 był czwartą edycją tej imprezy. Cykl rozpoczął się w Erfurt 12 listopada 2011 roku, a zakończył 12 marca 2012 w Obihiro.
Puchar Świata rozegrany został w 6 miastach, w 6 krajach, na 4 kontynentach.

## Medaliści zawodów

### Kobiety
| Lp.      | Data                 | Miejscowość | Konkurencja            | 1 miejsce           | 2 miejsce          | 3 miejsce           |
| -------- | -------------------- | ----------- | ---------------------- | ------------------- | ------------------ | ------------------- |
| 1. PŚJ   | 12-13 listopada 2011 | Erfurt      | 500 m (12.11)          | Karolína Erbanová   | Moniek Klijnstra   | Misaki Oshigiri     |
| 1. PŚJ   | 12-13 listopada 2011 | Erfurt      | 500 m (12.11)          | Karolína Erbanová   | Anna Tsujinaka     | Mi Jang             |
| 1. PŚJ   | 12-13 listopada 2011 | Erfurt      | 3000 m (12.11)         | Pien Keulstra       | Anna Czernowa      | Nana Takagi         |
| 1. PŚJ   | 12-13 listopada 2011 | Erfurt      | 1500 m (13.11)         | Pien Keulstra       | Nana Takagi        | Karolína Erbanová   |
| 1. PŚJ   | 12-13 listopada 2011 | Erfurt      | Bieg drużynowy (13.11) | Holandia            | Japonia            | Chiny               |
| 2. PŚJ   | 18-19 listopada 2011 | Bjugn       | 500 m (18.11)          | Tatiana Karannikowa | Letitia de Jong    | Ke Xu               |
| 2. PŚJ   | 18-19 listopada 2011 | Bjugn       | 1500 m (18.11)         | Park Do-young       | Pien Keulstra      | Nana Takagi         |
| 2. PŚJ   | 18-19 listopada 2011 | Bjugn       | 1000 m (19.11)         | Letitia de Jong     | Misaki Oshigiri    | Reina Anema         |
| 2. PŚJ   | 18-19 listopada 2011 | Bjugn       | 3000 m (19.11)         | Park Do-young       | Pien Keulstra      | Risa Takayama       |
| 2. PŚJ   | 18-19 listopada 2011 | Bjugn       | Start masowy (19.11)   | Park Do-young       | Liu Feitong        | Vanessa Bittner     |
| 3. PŚJ   | 7-8 stycznia 2012    | Astana      | 500 m (7.01)           | Heo Yoon-hee        | Irina Szumichina   | Nam Jee-eun         |
| 3. PŚJ   | 7-8 stycznia 2012    | Astana      | 500 m (7.01)           | Heo Yoon-hee        | Nam Jee-eun        | Irina Szumichina    |
| 3. PŚJ   | 7-8 stycznia 2012    | Astana      | 1500 m (7.01)          | Heo Yoon-hee        | Nam Jee-eun        | Marina Iwanowa      |
| 3. PŚJ   | 7-8 stycznia 2012    | Astana      | 1000 m (8.01)          | Heo Yoon-hee        | Nam Jee-eun        | Irina Szumichina    |
| 3. PŚJ   | 7-8 stycznia 2012    | Astana      | Start masowy (8.01)    | Park Do-young       | Heo Yoon-hee       | Nam Ji-eun          |
| 4. PŚJ   | 28-29 stycznia 2012  | Klobenstein | 500 m (28.01)          | Vanessa Bittner     | Letitia de Jong    | Paola Simionato     |
| 4. PŚJ   | 28-29 stycznia 2012  | Klobenstein | 1000 m (28.01)         | Antoinette de Jong  | Letitia de Jong    | Vanessa Bittner     |
| 4. PŚJ   | 28-29 stycznia 2012  | Klobenstein | 500 m (29.01)          | Vanessa Bittner     | Letitia de Jong    | Tatiana Karannikowa |
| 4. PŚJ   | 28-29 stycznia 2012  | Klobenstein | 1500 m (29.01)         | Pien Keulstra       | Anna Czernowa      | Antoinette de Jong  |
| 4. PŚJ   | 28-29 stycznia 2012  | Klobenstein | Start masowy (29.01)   | Vanessa Bittner     | Paola Simionato    | Pien Keulstra       |
| 5. PŚJ   | 10-11 lutego 2012    | Calgary     | 500 m (10.02)          | Kate Hanly          | Heather McLean     | Jerica Tandiman     |
| 5. PŚJ   | 10-11 lutego 2012    | Calgary     | 1000 m (10.02)         | Kate Hanly          | Petra Acker        | Heather McLean      |
| 5. PŚJ   | 10-11 lutego 2012    | Calgary     | 500 m (11.02)          | Kate Hanly          | Heather McLean     | Josie Spence        |
| 5. PŚJ   | 10-11 lutego 2012    | Calgary     | 1500 m (11.02)         | Kate Hanly          | Petra Acker        | Hillary Fast        |
| 6. PŚ/MŚ | 2-4 marca 2012       | Obihiro     | 500 m (2.03)           | Kim Hyun-yung       | Miho Takagi        | Karolína Erbanová   |
| 6. PŚ/MŚ | 2-4 marca 2012       | Obihiro     | 1500 m (2.03)          | Karolína Erbanová   | Kim Bo-reum        | Pien Keulstra       |
| 6. PŚ/MŚ | 2-4 marca 2012       | Obihiro     | 1000 m (3.03)          | Miho Takagi         | Karolína Erbanová  | Kate Hanly          |
| 6. PŚ/MŚ | 2-4 marca 2012       | Obihiro     | 3000 m (3.03)          | Park Do-young       | Kim Bo-reum        | Pien Keulstra       |
| 6. PŚ/MŚ | 2-4 marca 2012       | Obihiro     | 500 m (4.03)           | Karolína Erbanová   | Kate Hanly         | Kim Hyun-yung       |
| 6. PŚ/MŚ | 2-4 marca 2012       | Obihiro     | Bieg drużynowy (4.03)  | Korea Południowa    | Japonia            | Rosja               |
| 7. PŚJ   | 9-10 marca 2012      | Obihiro     | 1000 m (9.03)          | Kim Hyun-yung       | Antoinette de Jong | Letitia de Jong     |
| 7. PŚJ   | 9-10 marca 2012      | Obihiro     | 3000 m (9.03)          | Park Do-young       | Pien Keulstra      | Lim Jeong-soo       |
| 7. PŚJ   | 9-10 marca 2012      | Obihiro     | Bieg drużynowy (09.03) | Korea Południowa    | Japonia            | Holandia            |
| 7. PŚJ   | 9-10 marca 2012      | Obihiro     | 500 m (10.03)          | Kako Yamane         | Bo van der Werff   | Vanessa Bittner     |
| 7. PŚJ   | 9-10 marca 2012      | Obihiro     | 1500 m (10.03)         | Pien Keulstra       | Park Do-young      | Nana Takagi         |
| 7. PŚJ   | 9-10 marca 2012      | Obihiro     | Start masowy (10.03)   | Park Do-young       | Vanessa Bittner    | Antoinette de Jong  |

#### Klasyfikacje
| Lp. | Zawodnik            | Punkty |
| --- | ------------------- | ------ |
| 1.  | Letitia de Jong     | 371    |
| 2.  | Karolína Erbanová   | 370    |
| 3.  | Tatiana Karannikowa | 349    |
| 4.  | Vanessa Bittner     | 342    |
| 5.  | Kako Yamane         | 260    |
| 6.  | Moniek Klijnstra    | 237    |
| 7.  | Kate Hanly          | 220    |
| 8.  | Bo van der Werff    | 197    |
| 9.  | Anna Tsujinaka      | 175    |
| 10. | Kim Hyun-yung       | 170    |

| Lp. | Zawodnik           | Punkty |
| --- | ------------------ | ------ |
| 1.  | Antoinette de Jong | 290    |
| 2.  | Letitia de Jong    | 263    |
| 3.  | Kim Hyun-yung      | 190    |
| 4.  | Nana Takagi        | 158    |
| 5.  | Vanessa Bittner    | 142    |
| 6.  | Kate Hanly         | 120    |
| 7.  | Bo van der Werff   | 110    |
| 8.  | Miho Takagi        | 100    |
| 9.  | Pien Keulstra      | 99     |
| 10. | Irina Shumikhina   | 97     |

| Lp. | Zawodnik           | Punkty |
| --- | ------------------ | ------ |
| 1.  | Pien Keulstra      | 450    |
| 2.  | Park Do-yeong      | 370    |
| 3.  | Nana Takagi        | 295    |
| 4.  | Antoinette de Jong | 211    |
| 5.  | Risa Takayama      | 210    |
| 6.  | Reina Anema        | 207    |
| 7.  | Karolína Erbanová  | 170    |
| 8.  | Anna Czernowa      | 159    |
| 9.  | Heo Yoon-hee       | 112    |
| 10. | Petra Acker        | 106    |

| Lp. | Zawodnik           | Punkty |
| --- | ------------------ | ------ |
| 1.  | Park Do-yeong      | 390    |
| 2.  | Pien Keulstra      | 370    |
| 3.  | Nana Takagi        | 231    |
| 4.  | Risa Takayama      | 226    |
| 5.  | Anna Czernowa      | 180    |
| 6.  | Lim Jeong-soo      | 150    |
| 7.  | Nana Takahashi     | 146    |
| 8.  | Reina Anema        | 127    |
| 9.  | Antoinette de Jong | 110    |
| 10. | Tatiana Uszakowa   | 100    |

| Lp. | Zawodnik          | Punkty |
| --- | ----------------- | ------ |
| 1.  | Korea Południowa  | 310    |
| 2.  | Japonia           | 280    |
| 3.  | Holandia          | 205    |
| 4.  | Chiny             | 177    |
| 5.  | Kazachstan        | 160    |
| 6.  | Stany Zjednoczone | 140    |
| 7.  | Białoruś          | 124    |
| 8.  | Rosja             | 120    |
| 9.  | Kanada            | 60     |
| 10. | Niemcy            | 45     |

| Lp. | Zawodnik           | Punkty |
| --- | ------------------ | ------ |
| 1.  | Park Do-yeong      | 300    |
| 2.  | Vanessa Bittner    | 240    |
| 3.  | Antoinette de Jong | 133    |
| 4.  | Pien Keulstra      | 128    |
| 5.  | Nam Ye-won         | 90     |
| 6.  | Nam Ji-eun         | 85     |
| 7.  | Liu Feitong        | 80     |
| 8.  | Heo Yoon-hee       | 80     |
| 9.  | Nana Takahashi     | 75     |
| 10. | Julija Gonczar     | 72     |

### Mężczyźni
| Lp.      | Data                 | Miejscowość | Konkurencja            | 1 miejsce                           | 2 miejsce                           | 3 miejsce                   |
| -------- | -------------------- | ----------- | ---------------------- | ----------------------------------- | ----------------------------------- | --------------------------- |
| 1. PŚJ   | 12-13 listopada 2011 | Erfurt      | 500 m (12.11)          | Tsubasa Hasegawa                    | Kim Woo-jin                         | Junya Miwa                  |
| 1. PŚJ   | 12-13 listopada 2011 | Erfurt      | 500 m (12.11)          | Tsubasa Hasegawa                    | Tommi Pulli                         | Kim Woo-jin                 |
| 1. PŚJ   | 12-13 listopada 2011 | Erfurt      | 3000 m (12.11)         | Thomas Krol                         | Yang Fan                            | Simen Spieler Nilsen        |
| 1. PŚJ   | 12-13 listopada 2011 | Erfurt      | 1500 m (13.11)         | Paweł Kuliżnikow                    | Kim Woo-jin                         | Thomas Krol                 |
| 1. PŚJ   | 12-13 listopada 2011 | Erfurt      | Bieg drużynowy (13.11) | Holandia                            | Chiny                               | Korea Południowa            |
| 2. PŚJ   | 18-19 listopada 2011 | Bjugn       | 500 m (18.11)          | Tsubasa Hasegawa Kim Woo-jin        | Tsubasa Hasegawa Kim Woo-jin        | Paweł Kuliżnikow            |
| 2. PŚJ   | 18-19 listopada 2011 | Bjugn       | 1500 m (18.11)         | Paweł Kuliżnikow                    | Yang Fan                            | Kim Jin-soo                 |
| 2. PŚJ   | 18-19 listopada 2011 | Bjugn       | 1000 m (19.11)         | Kim Woo-jin                         | Paweł Kuliżnikow                    | Kim Tae-yun                 |
| 2. PŚJ   | 18-19 listopada 2011 | Bjugn       | 3000 m (19.11)         | Yang Fan                            | Thomas Krol                         | David Andersson             |
| 2. PŚJ   | 18-19 listopada 2011 | Bjugn       | Start masowy (19.11)   | Yang Fan                            | Lee Jin-yeong                       | Konstantin Nikitin          |
| 3. PŚJ   | 7-8 stycznia 2012    | Astana      | 500 m (7.01)           | Kim Woo-jin                         | Kim Tae-yun                         | Kim Jin-soo                 |
| 3. PŚJ   | 7-8 stycznia 2012    | Astana      | 500 m (7.01)           | Kim Woo-jin                         | Kim Tae-yun                         | Kim Jin-soo                 |
| 3. PŚJ   | 7-8 stycznia 2012    | Astana      | 1500 m (7.01)          | Kim Jin-soo                         | Lee Jin-yeong                       | Kim Tae-yun                 |
| 3. PŚJ   | 7-8 stycznia 2012    | Astana      | 1000 m (8.01)          | Kim Woo-jin                         | Kim Tae-yun                         | Kim Jin-soo                 |
| 3. PŚJ   | 7-8 stycznia 2012    | Astana      | Start masowy (8.01)    | Lee Jin-yeong                       | Kim Tae-yun                         | Andriej Pak                 |
| 4. PŚJ   | 28-29 stycznia 2012  | Klobenstein | 500 m (28.01)          | Konstantin Nikitin Paweł Kuliżnikow | Konstantin Nikitin Paweł Kuliżnikow | Tommi Pulli                 |
| 4. PŚJ   | 28-29 stycznia 2012  | Klobenstein | 1000 m (28.01)         | Paweł Kuliżnikow                    | Tommi Pulli                         | Sverre Lunde Pedersen       |
| 4. PŚJ   | 28-29 stycznia 2012  | Klobenstein | 500 m (29.01)          | Ruben Romeijn                       | David Andersson                     | Tommi Pulli                 |
| 4. PŚJ   | 28-29 stycznia 2012  | Klobenstein | 1500 m (29.01)         | Sverre Lunde Pedersen               | Thomas Krol                         | Kai Verbij                  |
| 4. PŚJ   | 28-29 stycznia 2012  | Klobenstein | Start masowy (29.01)   | Sverre Lunde Pedersen               | Kristian Reistad Fredriksen         | Thomas Krol                 |
| 5. PŚJ   | 10-12 lutego 2012    | Calgary     | 500 m (10.02)          | Hewson Elliott                      | Jérôme Detuncq                      | Stefan Dilger               |
| 5. PŚJ   | 10-12 lutego 2012    | Calgary     | 1000 m (10.02)         | Stefan Dilger                       | Hewson Elliott                      | Joakim Albert               |
| 5. PŚJ   | 10-12 lutego 2012    | Calgary     | 500 m (11.02)          | Hewson Elliott                      | Stefan Dilger                       | Jérôme Detuncq              |
| 5. PŚJ   | 10-12 lutego 2012    | Calgary     | 1500 m (11.02)         | Pieter Stoffel                      | Chris Anderson                      | Joakim Albert               |
| 6. PS/MŚ | 2-4 marca 2012       | Obihiro     | 500 m (2.03)           | Laurent Dubreuil                    | Tsubasa Hasegawa                    | Kim Woo-jin                 |
| 6. PS/MŚ | 2-4 marca 2012       | Obihiro     | 500 m (3.03)           | Laurent Dubreuil                    | Kim Woo-jin                         | Tsubasa Hasegawa            |
| 6. PS/MŚ | 2-4 marca 2012       | Obihiro     | 1500 m (3.03)          | Sverre Lunde Pedersen               | Thomas Krol                         | Håvard Holmefjord Lorentzen |
| 6. PS/MŚ | 2-4 marca 2012       | Obihiro     | 5000 m (3.03)          | Sverre Lunde Pedersen               | Simen Spieler Nilsen                | Kim Cheol-min               |
| 6. PS/MŚ | 2-4 marca 2012       | Obihiro     | 1000 m (4.03)          | Håvard Holmefjord Lorentzen         | Tommi Pulli                         | Laurent Dubreuil            |
| 6. PS/MŚ | 2-4 marca 2012       | Obihiro     | Bieg drużynowy (16.02) | Norwegia                            | Korea Południowa                    | Holandia                    |
| 7. PŚJ   | 9-10 marca 2012      | Obihiro     | 1000 m (9.03)          | Kim Woo-jin                         | Thomas Krol                         | Kim Jin-soo                 |
| 7. PŚJ   | 9-10 marca 2012      | Obihiro     | 3000 m (9.03)          | Kristian Reistad Fredriksen         | Kim Cheol-min                       | Emery Lehman                |
| 7. PŚJ   | 9-10 marca 2012      | Obihiro     | Bieg drużynowy (9.03)  | Korea Południowa                    | Holandia                            | Chiny                       |
| 7. PŚJ   | 9-10 marca 2012      | Obihiro     | 500 m (10.03)          | Kim Woo-jin                         | Tsubasa Hasegawa                    | Cha Min-kyu                 |
| 7. PŚJ   | 9-10 marca 2012      | Obihiro     | 1500 m (10.03)         | Thomas Krol                         | Kim Jin-soo                         | Shota Nakamura              |
| 7. PŚJ   | 9-10 marca 2012      | Obihiro     | Start masowy (10.03)   | Kai Verbij                          | Kim Woo-jin                         | Yang Fan                    |

#### Klasyfikacje
| Lp. | Zawodnik           | Punkty |
| --- | ------------------ | ------ |
| 1.  | Kim Woo-jin        | 630    |
| 2.  | Tsubasa Hasegawa   | 570    |
| 3.  | Tommi Pulli        | 416    |
| 4.  | Paweł Kuliżnikow   | 332    |
| 5.  | Niels Olivier      | 219    |
| 6.  | Konstantin Nikitin | 211    |
| 7.  | Laurent Dubreuil   | 200    |
| 8.  | Cha Min-kyu        | 200    |
| 9.  | Kim Tae-yun        | 198    |
| 10. | Junya Miwa         | 170    |

| Lp. | Zawodnik                    | Punkty |
| --- | --------------------------- | ------ |
| 1.  | Kim Woo-jin                 | 350    |
| 2.  | Thomas Krol                 | 250    |
| 3.  | Tommi Pulli                 | 240    |
| 4.  | Kim Jin-su                  | 235    |
| 5.  | Paweł Kuliżnikow            | 230    |
| 6.  | Kai Verbij                  | 132    |
| 7.  | Kim Tae-yun                 | 110    |
| 8.  | Kristian Reistad Fredriksen | 100    |
| 9.  | Cha Min-kyu                 | 91     |
| 10. | Taro Kondo                  | 82     |

| Lp. | Zawodnik              | Punkty |
| --- | --------------------- | ------ |
| 1.  | Thomas Krol           | 339    |
| 2.  | Kim Jin-su            | 325    |
| 3.  | Yang Fan              | 262    |
| 4.  | Kai Verbij            | 260    |
| 5.  | Paweł Kuliżnikow      | 245    |
| 6.  | Tommi Pulli           | 209    |
| 7.  | Shota Nakamura        | 162    |
| 8.  | Sverre Lunde Pedersen | 150    |
| 9.  | Simen Spieler Nilsen  | 145    |
| 10. | David Andersson       | 136    |

| Lp. | Zawodnik                    | Punkty |
| --- | --------------------------- | ------ |
| 1.  | Thomas Krol                 | 310    |
| 2.  | David Andersson             | 265    |
| 3.  | Yang Fan                    | 261    |
| 4.  | Simen Spieler Nilsen        | 224    |
| 5.  | Kim Cheol-min               | 190    |
| 6.  | Kristian Reistad Fredriksen | 174    |
| 7.  | Shota Nakamura              | 167    |
| 8.  | Emery Lehman                | 155    |
| 9.  | Zhang Haiming               | 105    |
| 10. | Sverre Lunde Pedersen       | 100    |

| Lp. | Zawodnik          | Punkty |
| --- | ----------------- | ------ |
| 1.  | Korea Południowa  | 300    |
| 2.  | Holandia          | 290    |
| 3.  | Chiny             | 230    |
| 4.  | Kazachstan        | 151    |
| 5.  | Japonia           | 140    |
| 6.  | Norwegia          | 136    |
| 7.  | Włochy            | 110    |
| 8.  | Finlandia         | 109    |
| 9.  | Stany Zjednoczone | 107    |
| 10. | Rosja             | 66     |

| Lp. | Zawodnik                    | Punkty |
| --- | --------------------------- | ------ |
| 1.  | Kai Verbij                  | 235    |
| 2.  | Yang Fan                    | 205    |
| 3.  | Lee Jin-yeong               | 130    |
| 4.  | Kim Woo-jin                 | 120    |
| 5.  | Kristian Reistad Fredriksen | 115    |
| 6.  | Niels Olivier               | 103    |
| 7.  | Konstantin Nikitin          | 92     |
| 8.  | Emery Lehman                | 90     |
| 9.  | Thomas Krol                 | 85     |
| 10. | Kim Tae-yun                 | 85     |